# Gui Gui
Ying Jie Wu (cinese tradizionale: 吳映潔), principalmente nota con il nome d'arte Gui Gui (鬼鬼; Taiwan, 11 agosto 1989) è una cantante e attrice taiwanese.

## Biografia
Nel 2006, Gui Gui debuttò come uno dei nove componenti del girl group Hei Se Hui Mei Mei, che cambiò nome in Hey Girl nel 2008.
Durante l'estate del 2007, debuttò come attrice nel drama Brown Sugar Macchiato insieme alle altre Hey Girl e al gruppo dei Lollipop F. Insieme, realizzarono la colonna sonora della serie. Gui Gui apparve poi Pi Li MIT, insieme ad Aaron Yan dei Fahrenheit. Entrambi firmarono poi un contratto per iniziare le riprese di un altro drama, Momo Love, basato sul manga giapponese best seller Momoka Typhoon. Le riprese di tale drama iniziarono, ma furono successivamente cancellate a causa di una decisione della compagnia. Fu dichiarato, infatti, che Gui Gui era troppo impegnata con altri affari riguardanti il suo contratto. Aaron Yan, d'altro canto, fu assegnato come protagonista ad un altro drama, Love Buffet. Quando le riprese della serie ricominciarono, i loro ruoli furono assegnati a Jiro Wang e Cyndi Wang.
Nel 2009, Gui Gui lasciò le Hey Girl. Dopo aver presentato vari programmi televisivi, nel 2011 filmò le serie I, My Brother e Painted Skin. Nel 2013, prese parte al reality show sudcoreano Uri gyeolhonhaess-eo-yo, in cui finse di essere sposata con il cantante Taecyeon della band 2PM.
Nel 2013 si sposa con un membro della k-pop boyband 2PM Ok Taec-yeon.

## Filmografia

### Televisione
- Brown Sugar Macchiato (黑糖瑪奇朵) – serie TV, 13 episodi (2007)
- The Legend of Brown Sugar Chivalries (黑糖群俠傳) – serie TV, episodio 13 (2008)
- Pi Li MIT (霹靂MIT) – serie TV, 16 episodi (2008)
- K.O.3an Guo (終極三國) – serie TV, episodi 44-46 (2009)
- I, My Brother – serie TV (2011)
- Painted Skin – serie TV, 36 episodi (2011)
- Love Recipe – serie TV, 10 episodi (2011)
- Summer Fever – serie TV (2012)
- Blue Dreams – serie TV (2012)
- Female Prime Minister – serie TV (2013)
- The Four Series – serie TV (2013)
- Incisive Great Teacher – serie TV (2013)

### Cinema
- The Four, regia di Gordon Chan e Janet Chun (2012)
- The Four II, regia di Gordon Chan e Janet Chun (2013)
- The Four III, regia di Gordon Chan e Janet Chun (2012)
- The Great Wall, regia di Zhāng Yìmóu (2016)

## Videografia
- 2006 – Male Servant, videoclip del singolo di Kenji Wu
- 2009 – The sky which you cannot see, videoclip del singolo di Evan Yo
- 2009 – Love is right, videoclip del singolo di Evan Yo
- 2010 – Red, videoclip del singolo di Wallace Chung
- 2011 – Missing You, videoclip del singolo di Liu Zi Qian
- 2011 – Stick To You, videoclip del singolo di Liu Zi Qian
- 2011 – Love's Secret Recipe, videoclip del singolo di Kenji Wu
- 2013 – Love away from me one meter, videoclip del singolo di Hu Xia

## Colonne sonore
- Lollipop feat. Hey Girl – Ku Cha per Brown Sugar Macchiato (2007)
- Lollipop feat. Hey Girl – Hei Tang Xiu per Brown Sugar Macchiato (2007)
- Foul per Summer Fever (2012)
- Taecyeon feat. Gui Gui – I Love You per Uri gyeolhonhaess-eo-yo edizione globale (2013)